# Medak
Medak là một thành phố và khu đô thị của quận Medak thuộc bang Andhra Pradesh, Ấn Độ.

## Địa lý
Medak có vị trí 18°02′B 78°16′Đ / 18,03°B 78,27°Đ Nó có độ cao trung bình là 442 mét (1450 feet).

## Nhân khẩu
Theo điều tra dân số năm 2001 của Ấn Độ, Medak có dân số 41.916 người. Phái nam chiếm 50% tổng số dân và phái nữ chiếm 50%. Medak có tỷ lệ 66% biết đọc biết viết, cao hơn tỷ lệ trung bình toàn quốc là 59,5%: tỷ lệ cho phái nam là 74%, và tỷ lệ cho phái nữ là 57%. Tại Medak, 13% dân số nhỏ hơn 6 tuổi.